# Base aerea di Valona
La base aerea di Valona (ICAO: LAVL) si trova vicino a Valona, in Albania.

## Storia
Valona dal 1º aprile 1916 era la sede della 13ª Squadriglia da ricognizione e combattimento che dal 15 aprile diventa 34ª Squadriglia che rimane fino al 25 novembre 1917.
Dal 26 agosto 1916 arriva l'11ª Squadriglia, dal 9 dicembre successivo l'8º Gruppo Volo, dal 25 settembre 1917 l'85ª Squadriglia e dal 30 ottobre successivo la 116ª Squadriglia.
La base aerea è a sud della città di Valona, sulla costa adriatica nella regione meridionale dell'Albania. È stata costruita negli anni '50 ed è la base dell'Accademia Aeronautica, costruita nel 1962. Nel 1997 durante la "Rivolta della Lotteria", la base aerea fu distrutta dalla folla. L'accademia fu ricostruita nel 2002-2004 ma non la base aerea. Invece, case civili sono state costruite sopra la base aerea. Durante la Seconda guerra mondiale la base aerea veniva utilizzata dai Fiat C.R.42 della 364ª Squadriglia comandata da Nicola Magaldi del 150º Gruppo Autonomo Caccia Terrestre del 53º Stormo dal 23 ottobre 1940. La base aerea si trova a 100 km da Tirana.

## Avvenimenti
Il 16 agosto 1969, un Douglas DC-3 dell'Olympic Airlines diretto all'Aeroporto di Agrinion fu dirottato dall'Aeroporto di Atene-Ellinikon in Grecia. L'aereo, registrato SX-BBF, è atterrato a Valona.